# Mexploitation
Mexploitation (a veces llamada Cabrito Western o video-home mexicano) es un género cinematográfico de películas de bajo presupuesto que combinan elementos de una película de explotación y de la cultura mexicana o retratos de la vida mexicana dentro de México que tripicamente tratan del crimen, el tráfico de drogas, el dinero y el sexo.

## Narco-cine mexicano
El narcocine mexicano o las narcopelículas, son un subgénero de las películas de estilo Mexploitation, centradas exclusivamente en la violencia y la vida lujosa de los capos de la droga y los cárteles. El título y el argumento de estas películas suelen estar inspirados en narcocorridos populares y se comercializan come de bajo presupuesto. A veces, estas películas cuentan con la participación de famosos cantantes de narcocorridos y se rumorea que están financiadas por los propios narcotraficantes. Sin embargo, sólo se han demostrado algunos casos de este tipo.

## Cualidades comunes
La típica película de Mexploitation tiene lugar en las principales ciudades y casi siempre hay drogas, sexo y crimen. Estas películas suelen ser de bajo presupuesto y se filman en un par de semanas. Suelen contar con uno o dos actores de serie B en los papeles principales y el resto del reparto lo interpretan actores desconocidos.
Las películas de mexploitation realizadas en los años 60 y 70 en México estaban más cerca de sus homólogas estadounidenses de cine de explotación, con películas de ciencia ficción de bajo presupuesto que a menudo estaban protagonizadas por luchadores mexicanos como El Santo y Huracán Ramírez. Sin embargo, a principios de los años 80 y 90 se produjo un cambio notable, ya que las películas trataban cada vez más temas de la vida real, como los cárteles de la droga y los asesinatos de sus rivales. Entre los actores más destacados de estas películas se encuentran Mario Almada, Hugo Stiglitz, Sergio Goyri, Valentín Trujillo, Jorge Reynoso, Rodolfo de Anda, Fernando Almada, Rosa Gloria Chagoyán y David Reynoso.
El director Robert Rodríguez ha sido considerado un pionero de la Mexploitation en Estados Unidos. Su primera película, El Mariachi, contiene muchos elementos de Mexploitation y su película de 2007, Planet Terror, contenía un falso tráiler que se convirtió en un largometraje llamado Machete (2010), que contiene muchos elementos familiares del género. 

## K. Gordon Murray
Un productor y distribuidor de películas de explotación llamado K. Gordon Murray creó una colección única de películas de terror en México que empezaron a aparecer en la televisión nocturna estadounidense y en las pantallas de los autocines en la década de 1960. Estas películas de bajo presupuesto, que van desde las películas de monstruos, claramente debidas al apogeo de los estudios Universal, hasta las películas de terror de lucha libre protagonizadas por El Santo y las "Mujeres Luchadoras", junto con el clásico navideño de 1959 "Santa Claus", siguen siendo notablemente campestres e inspiraron un pequeño seguimiento de culto.